# Jan mladší ze Žerotína
Jan mladší ze Žerotína, zvaný Losinský (1539? – 8. května 1608), jenž od roku 1590 užíval přídomek starší, byl příslušníkem moravského šlechtického rodu pánů ze Žerotína a zakladatelem jeho losinsko-vízmberské větve. Jan mladší proslul zejména jako stavebník renesančního zámku ve Velkých Losinách.

## Původ
Jan mladší ze Žerotína byl sedmým a zároveň posledním potomkem Přemyslava I. ze Žerotína a jeho manželky Kateřiny z Oseku. Jeho bratr byl Karel ze Žerotína, otec Viktorina ze Žerotína. Přesné datum a dokonce ani přesný rok narození tohoto šlechtice není znám, ale nejpravděpodobněji se v tomto ohledu jeví léta 1535–1539. O mládí Jana mladšího se do dnešních dnů nedochovaly žádné informace a i o jeho pozdějším životě toho víme poměrně málo.
Klíčovou událostí je však spor o majetek mezi Janem mladším a jeho starším bratrem Zikmundem. Tento spor skončil soubojem, při němž byl Zikmund zraněn a následkům zranění nakonec podlehl. Jan byl nucen si v roce 1565 odpykat trest jednoletého těžkého žaláře za bratrovraždu, a to na rodové tvrzi ve Velkých Losinách, které si později zvolil za své sídlo.

## Sňatky a potomci
Jan byl během svého poměrně dlouhého života celkem čtyřikrát ženat. První sňatek s Bohunkou Berkovou z Dubé a Lipé, který se odehrál nejspíše roku 1558 nebo 1560, přinesl sice zisk 3000 rýnských zlatých z nevěstina věna, ale Jan zůstal po smrti manželky v roce 1567 bez potomků. Druhý sňatek s Marianou Žampachovou z Potštejna, která do manželství vstupovala s věnem dvakrát větším než Janova první nevěsta (tedy 6000 zlatých), následoval již v roce 1569, a přestože trval pouhé 3 roky (do roku 1572), stihla Mariana za tuto krátkou dobu přivést na svět 4 syny (Bedřicha, Viléma, Bernarda a Zdeňka). Předposlední sňatek s Annou Marií mladší Žabkovou z Limberka se konal roku 1574 a Jan tímto sňatkem vyženil 8000 zlatých, avšak manželství, které bylo rovněž ukončeno smrtí Janovy ženy, zůstalo bez potomků. Poslední manželkou Jana Losinského se stala asi roku 1585 Andělína Ryšánka z Modřic, jež přinesla do manželství věnem 1000 grošů a porodila dva syny (Jana Jetřicha a Přemyslava II.), kteří se po otcově smrti vystřídali v držení losinském zámku, a dvě dcery, o nichž nejsou žádné informace. Andělína Ryšánka z Modřic nakonec svého manžela přežila o 9 let, neboť v době sňatku bylo Janovi Losinskému již okolo 50 let, zatímco Andělína Ryšánka do manželství vstupovala ve věku 22 let.
Po smrti Jana Losinského bylo jeho panství a majetek rozdělen mezi čtyři jeho žijící syny. Nejstarší Bedřich získal Bludov, jeho mladší bratr z druhého manželství Bernard se stal vlastníkem Rudy nad Moravou, starší syn z posledního manželství Jan Jetřich získal Velké Losiny a nejmladší Přemyslav II. se stal pánem na Vízmberku (dnešní Loučná nad Desnou).

## Spor s poddanými
Během působení Žerotínů na velkolosinském panství došlo několikrát ke sporu poddaných s vrchností. První takový spor se odehrál právě za Jana mladšího. Důvodem vzpoury a revoltování poddaných byly vysoké robotní povinnosti. K vyvrcholení konfliktu došlo v roce 1581, kdy se poddaní rozhodli situaci řešit stížností u zemského soudu v Olomouci, ten však stál na straně vrchnosti, a obyvatelům nepomohlo ani odvolání k samotnému králi a císaři Rudolfu II., neboť ten přikázal poddané ztrestat.
V roce 1601 pak Jan vydal vlastní trestní řád, který byl velmi přísný a i za drobné přestupky poddaných vyměřoval velice vysoké tresty spočívající zejména v těžké práci v lese.

## Stavební činnost
Jan mladší ze Žerotína byl velice dobrým hospodářem, a proto se mu podařilo v obci Velké Losiny vystavět hned několik důležitých staveb, které zde stojí dodnes a jsou cílem mnoha návštěvníků a turistů, například se jedná o budovu zámku, kostela, pivovaru, papírny a lázní. Za jeho působení zkrátka velkolosinské panství prosperovalo a všestranně vzkvétalo.
Pro potřeby bydlení vystavěl Jan mezi léty 1562–1589 trojkřídlý renesanční zámek se zděnými arkádami obklopený renesanční zámeckou zahradou. Za zámkem nechal rovněž vystavět pivovar, který se do dnešní doby nedochoval, jednalo se však o jednu z prvních staveb, jež byla dílem Jana mladšího ze Žerotína. V roce 1596 byla dostavěna a zprovozněna ruční papírna, jež je funkční dodnes. Roku 1592 pak nechal vysušit močály a vystavět na okraji obce první lázeňskou budovu u zdejších léčivých pramenů. Lázně rovněž fungují dodnes. V letech 1600–1603 dal Jan vystavět farní kostel sv. Jana Křtitele, ve kterém byl také v roce 1608 pohřben.